# Сенатор Василь Трохимович
Василь Трохимович Сенатор (нар. 8 січня 1921 — пом. 29 вересня 1944) — радянський військовий льотчик АДД, Герой Радянського Союзу (1943).

## Біографія

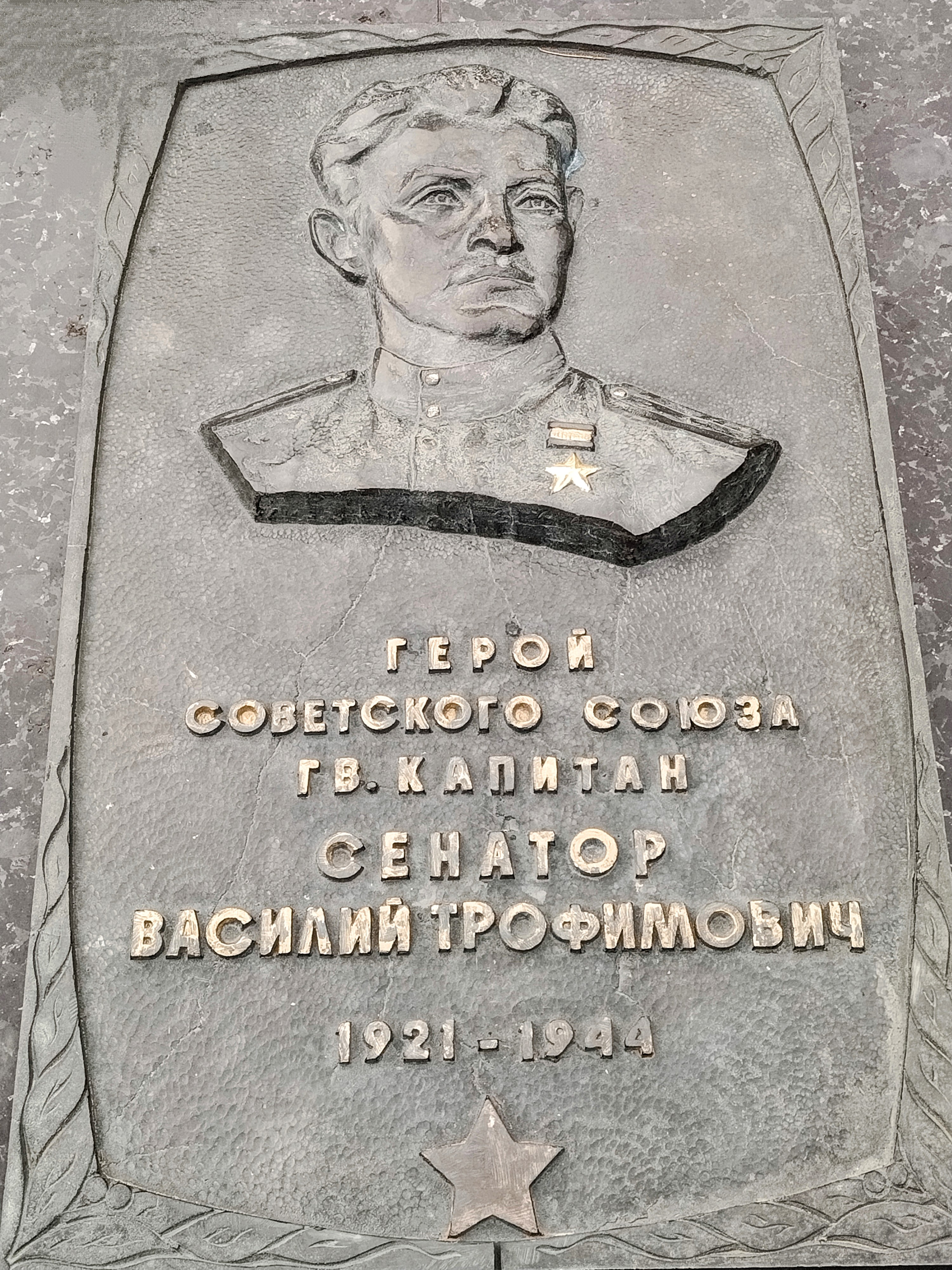
Надгробок Василю Сенатору на Меморіалі Вічної Слави у Луцьку

Народився 8 січня 1921 року в місті Сміла (зараз Черкаської області України) в сім'ї робітника. Українець. Освіта середня.
У Червоній Армії з 1938 року. У 1940 році закінчив Харківське вище авіаційне училище льотчиків.
У боях німецько-радянської війни з вересня 1941 року.
Штурман ланки 10-го гвардійського авіаційного полку (3-а гвардійська авіаційна дивізія, 3-й гвардійський авіаційний корпус, АДД) гвардії капітан Василь Сенатор в складі екіпажу Ф.К.Паращенко на літаку «Іл-4» до серпня 1943 року здійснив 246 бойових вильотів на бомбардування військово-промислових центрів в глибокому тилу противника, знищення його живої сили і техніки.
18 вересня 1943 року за зразкове виконання бойових завдань командування на фронті боротьби з німецько-фашистськими загарбниками і проявлені при цьому мужність і героїзм, гвардії капітан Сенатору Василю Трохимовичу присвоєно звання Героя Радянського Союзу з врученням ордена Леніна і медалі «Золота Зірка» (№1738).
Загинув 29 вересня 1944 року. Похований на меморіальному комплексі Вічної слави у Луцьку. 

## Вшанування пам'яті
Ім'я В.асиля Трохимовича Сенатора носять вулиці в містах Луцьк та Сміла. У Смілі, школа у якій він навчався, також носить його ім'я.